# Gottfried Kapaun von Swoykow
Gottfried Kapaun von Swoykow, znany także jako Bohumír Kapoun ze Svojkova (ur. 16 lutego 1636 r.; zm. 18 września 1701 r. Chraście) – czeski duchowny katolicki, biskup ordynariusz hradecki od 1699 roku.

## Życiorys
Urodził się w 1636 roku jako syn królewskiego i cesarskiego urzędnika Albrechta Kapauna von Swoykowa oraz jego żony Barbary Albertyny, z domu Wratislaw z Mitrowic. Miejsce jego narodzin nie jest znane. W młodości uczęszczał do gimnazjum w Hradcu Králové, a następnie studiował teologię na Uniwersytecie Karola w Pradze, gdzie uzyskał stopień naukowy doktora. 30 marca 1659 roku otrzymał święcenia kapłańskie po czym został skierowany do pracy duszpasterskiej w północno-wschodnich Czechach, zostając dziekanem i proboszczem Náchodzkim. Trzy lata później zasłynął tam odbudową po pożarze miejscowego kościoła parafialnego św. Wawrzyńca. Podczas pobytu w Rzymie otrzymał godność protonotariusza apostolskiego. W 1671 roku został archidiakonem w Czeskim Krumlovie, a w 1675 roku wikariuszem arcybiskupim dla powiatu Bechyně. W 1680 roku cesarz Leopold I Habsburg mianował go członkiem swojej Cesarskiej Rady oraz biskupem tytularnym Semendrii (Smederevo) w Serbii.
Po śmierci biskupa hradeckiego Johanna Franza Christopha von Thalenberga został ogłoszony przez cesarza na jego następcę na stolicy biskupiej. Prowizja papieska na to stanowisko miała miejsce 18 maja 1699 roku. Święceń biskupich udzielił mu 28 czerwca 1699 roku abp Jan Josef Breuner, metropolita praski i prymas Czech w archikatedrze św. Wita, Wacława i Wojciecha w Pradze. Uroczysty ingres do katedry Św. Ducha w Hradcu Králové miał miejsce 1 września tego samego roku. Jego rządy w biskupstwie nie trwały zbyt długo, ponieważ zmarł w 1701 roku na zamku biskupim w Chraścinie.